# Michoacán
Michoacán (prije Michoacán de Ocampo) jedna je od 31 saveznih država Meksika, smještena na obali Tihog oceana, graniči s meksičkim saveznim državama Colima i Jalisco na zapadu, Guanajuato i Querétaro na sjeveru, Guerrero na jugoistoku, te na istoku saveznom državom México.
Glavni grad savezne države je Morelia. Država se prostire na 59.928 km², a u njoj živi 3.971.225 stanovnika (2009).

## Općine
- Acuitzio
- Aguililla
- Alvaro Obregón
- Angamacutiro
- Angangueo
- Apatzingán
- Aporo
- Aquila
- Ario
- Arteaga
- Briseñas
- Buenavista
- Carácuaro
- Charapan
- Charo
- Chavinda
- Cherán
- Chilchota
- Chinicuila
- Chucándiro
- Churintzio
- Churumuco
- Coahuayana
- Coalcomán de Vázquez Pallares
- Coeneo
- Cojumatlán de Régules
- Contepec
- Copándaro
- Cotija
- Cuitzeo
- Ecuandureo
- Epitacio Huerta
- Erongarícuaro
- Gabriel Zamora
- Hidalgo
- Huandacareo
- Huaniqueo
- Huetamo
- Huiramba
- Indaparapeo
- Irimbo
- Ixtlán
- Jacona
- Jiménez
- Jiquilpan
- José Sixto Verduzco
- Juárez
- Jungapeo
- La Huacana
- La Piedad
- Lagunillas
- Lázaro Cárdenas
- Los Reyes
- Madero
- Maravatío
- Marcos Castellanos
- Morelia
- Morelos
- Múgica
- Nahuatzen
- Nocupétaro
- Nuevo Parangaricutiro
- Nuevo Urecho
- Numarán
- Ocampo
- Pajacuarán
- Panindícuaro
- Paracho
- Parácuaro
- Pátzcuaro
- Penjamillo
- Peribán
- Purépero
- Puruándiro
- Queréndaro
- Quiroga
- Sahuayo
- Salvador Escalante
- San Lucas
- Santa Ana Maya
- Senguio
- Susupuato
- Tacámbaro
- Tancítaro
- Tangamandapio
- Tangancícuaro
- Tanhuato
- Taretan
- Tarímbaro
- Tepalcatepec
- Tingüindín
- Tingambato
- Tiquicheo de Nicolás Romero
- Tlalpujahua
- Tlazazalca
- Tocumbo
- Tumbiscatío
- Turicato
- Tuxpan
- Tuzantla
- Tzintzuntzan
- Tzitzio
- Uruapan
- Venustiano Carranza
- Villamar
- Vista Hermosa
- Yurécuaro
- Zacapu
- Zamora
- Zináparo
- Zinapécuaro
- Ziracuaretiro
- Zitácuaro